# Diemerstein
Diemerstein ist ein Weiler im Pfälzerwald, der zur Ortsgemeinde Frankenstein im Landkreis Kaiserslautern in Rheinland-Pfalz gehört. Bekanntheit erlangte der Ort als zeitweiliger Wohnsitz des Eisenbahningenieurs Paul Camille von Denis.

## Lage
Der Weiler liegt im Naturpark Pfälzerwald am Ortsausgang von Frankenstein in Richtung Hochspeyer. Entlang des Ortes fließt der Glasbach, der in seinem Oberlauf die Gemarkungsgrenze zur Stadt Bad Dürkheim bildet und am südlichen Ortsrand in den Hochspeyerbach mündet. Der nördlich von Diemerstein gelegene Teil des Pfälzerwaldes wird Diemersteiner Wald genannt.

## Geschichte
Der Ort entstand im 13. Jahrhundert. Bis Ende des 18. Jahrhunderts bildete Diemerstein ein Kondominium, da es gemeinschaftlich zur Kurpfalz und zur Grafschaft Wartenberg gehörte. Bereits um 1800 bildete Diemerstein mit dem benachbarten Frankenstein eine Gemeinde. 1928 hatte Diemerstein 93 Einwohner, die in 13 Wohngebäuden lebten.

## Religion

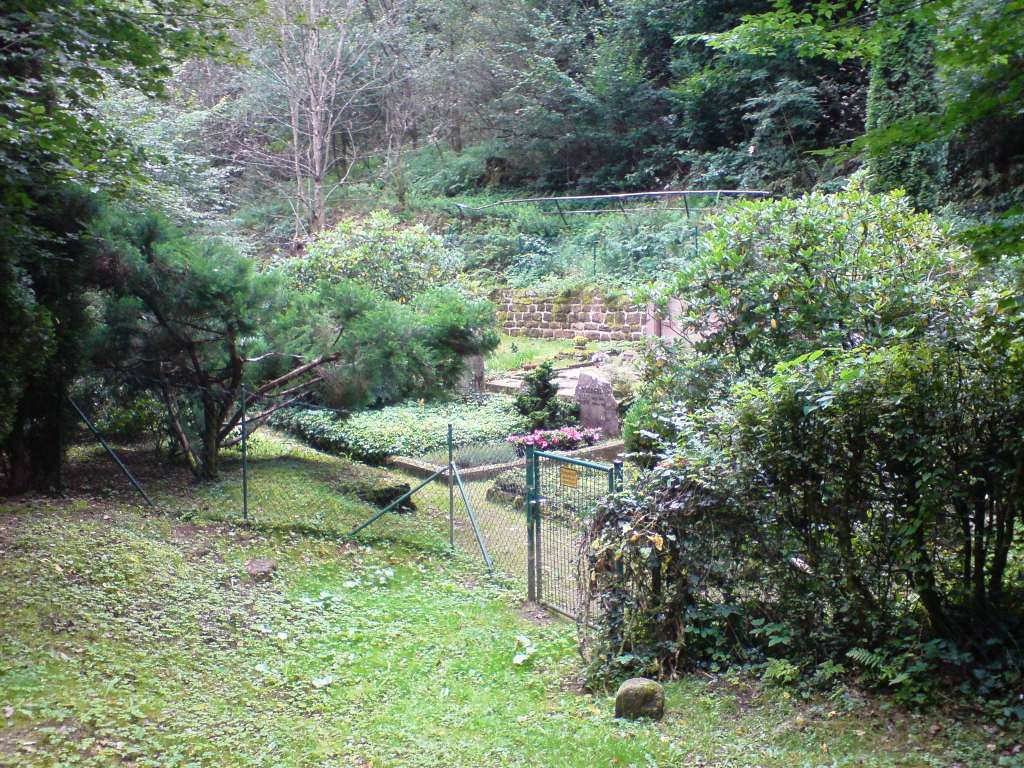
Mennonitenfriedhof

Zeitweise gab es im 18. Jahrhundert eine kleine Mennonitenkirche, die mit der Mennonitengemeinde in Sembach in Verbindung stand. Beerdigungen der vor Ort ansässigen Mennoniten fanden zunächst auf dem protestantischen Friedhof von Frankenstein statt. Schließlich stiftete der Erbpächter Jacob Engel (1753–1796) im Jahr 1783 ein Grundstück in Diemerstein, auf dem der mennonitische, bis in die Gegenwart existierende und bis heute belegte, Friedhof am Fuße der Burgruine angelegt wurde. Seit 1956 ist dieser in Besitz der Stiftung Waldfriedhof der Familie Goebels in Diemerstein/Pfalz.

## Infrastruktur
Der Ort besteht aus einer einzigen Straße, der Diemersteiner Straße, mit einigen verstreuten Wohnhäusern. Am südlichen Ortsrand verläuft die Bundesstraße 37; ebenso befindet sich in diesem Bereich der 1848 eröffnete Bahnhof Frankenstein (Pfalz) an der Bahnstrecke Mannheim–Saarbrücken. Zudem liegt der Ort an der Route eines Wanderweges, der mit einem weiß-grünen Balken markiert ist. Dieser verbindet ihn unter anderem mit Enkenbach-Alsenborn und Maikammer.

## Bauwerke
Am nördlichen Siedlungsrand liegt die Burg Diemerstein. An ihrem Fuß befindet sich die Villa Denis, ein Anwesen aus dem 19. Jahrhundert, das der Eisenbahnpionier Paul Camille von Denis im Zeitraum von 1845 bis 1849 bauen ließ.  Am 21. April 1861 wurde in der Villa Denis der Pfälzer Turnerbund gegründet. Mittlerweile befindet sich die Villa im Besitz der Stiftung für die Universität Kaiserslautern. Am Eingang von Diemerstein existierte die Ruine der unter Denkmalschutz stehenden ehemaligen Posthalterei Ritter, die im Januar 2012 abgerissen wurde. In Diemerstein waren außerdem ein Kinderheim und ein Erholungsheim angesiedelt, die jedoch mittlerweile beide geschlossen sind. Die Gebäude des Kinderheimes wurden in den Jahren 2010 und 2011 komplett abgerissen.

## Kultur
Mit der Burg Diemerstein, der Villa Denis, einem Brunnen, einer Brunnenstube und einem Grabmal auf dem Mennonitenfriedhof befinden sich vor Ort fünf Objekte, die unter Denkmalschutz stehen. Nördlich des Siedlungsgebiets befindet sich der Rattenfels, der zugleich den Ritterstein 164 bildet. Der Fels besitzt Auswitterungen, die an Rattenhöhlen erinnern.

## Persönlichkeiten
- Peter Eymann (1789–1855), Bürgermeister, Landtagsabgeordneter für den Bezirk Kaiserslautern-Kirchheimbolanden als Mitglied im bayerischen Landtag, Teilnehmer des Hambacher Festes 1832,  (Grab auf dem Mennoniten Waldfriedhof Diemerstein)[5]
- Paul Camille von Denis (1792/95–1872), Eisenbahningenieur, erhielt Mitte des 19. Jahrhunderts die Burg Diemerstein und ließ unweit davon die Villa Denis erbauen
- Otto Kölsch (1883–1939), Fabrikdirektor der Heinrich Lanz AG, Mannheim (Grab auf dem Mennoniten Waldfriedhof Diemerstein)[6]
- Theodor Schaller (1900–1993), Theologe, leitete die Volkshochschule vor Ort
- Helmut Otto Schön (1941–2017), Bildhauer und Maler, gestaltete 1984 das mittlerweile abgerissene Diakonische Kinderheim